# آنته رایکوویچ
آنته رایکوویچ (انگلیسی: Ante Rajković؛ زادهٔ ۱۷ اوت ۱۹۵۲) بازیکن فوتبال اهل یوگسلاوی بود.
از باشگاه‌هایی که در آن بازی کرده‌است می‌توان به باشگاه فوتبال سوانزی سیتی و باشگاه فوتبال سارایوو اشاره کرد.
وی همچنین در تیم ملی فوتبال یوگسلاوی بازی کرده‌است.